# Llenyataire
|  | Aquest article tracta sobre Llenyataire. Si cerqueu Llenyataire, un quadre de Kazimir Malèvitx, vegeu «Llenyataire (Malèvitx)». |

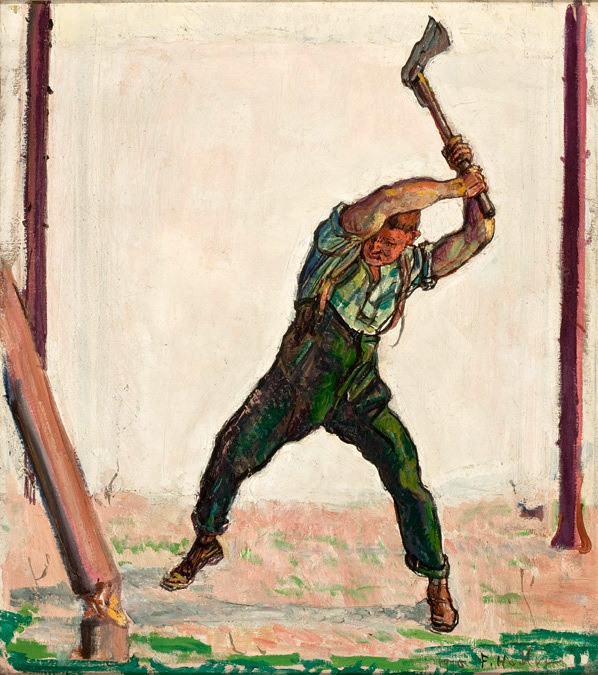
Un llenyataire tallant llenya

Un llenyataire, també anomenat llenyater, bosquer o boscasser és la persona que es dedica a tallar, recollir i vendre llenya. Li cal triar i preparar al bosc els arbres que ha de tallar, i després tallar-los o serrar-los mitjançant l'ús d'eines com la destral, la serra o la serra mecànica i després traslladar la llenya al magatzem o els troncs a la serradora. El llenyataire pot treballar sol o en equip, com és el cas de les grans companyies que es dediquen a la tala d'arbres per a la indústria de la fusta o paperera (per exemple a Amèrica del Nord, a l'Amazones, a Àfrica, etc.).

## Història

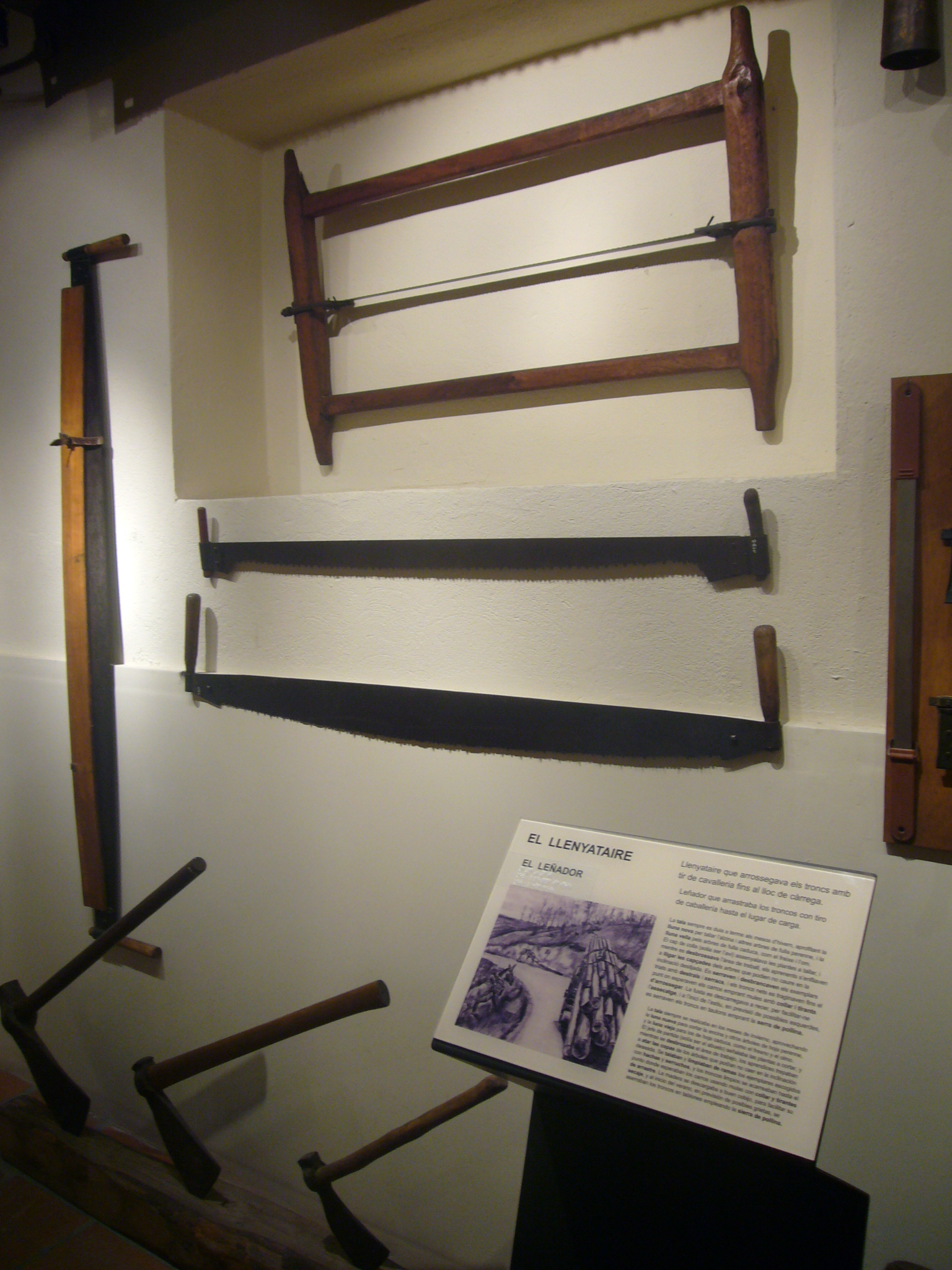
Eines de llenyataire al Museu del Traginer (Igualada).

En temps antics el llenyataire era una de les persones més populars, ja que la llenya era el material més comú per a escalfar i cuinar: s'utilitzava (i s'utilitza encara) a les llars de foc a l'interior de les estufes tant en cases particulars com en establiments oberts al públic, servia per a les cuines econòmiques i forns dels domicilis i fins i tot (p.e.: durant la guerra) com a combustible en els cotxes de gasogen. La recollida de llenya i amb ella la feina del llenyataire artesanal ha disminuït en els temps moderns, ja que la llenya utilitzada com a combustible ha decaigut en els entorns industrials quedant reduïda a la llar de foc. El llenyataire va deixar de ser popular per la raó de l'invenció de l'estufa de gas, la cuina de gas…